# Кортикобазална дегенерација
Кортикобазална дегенерација (КБД) је ретка неуродегенеративна болест која укључује мождану кору и базалне ганглије. Симптоми обично почињу код људи од 50 до 70 година, а просечно трајање болести је шест година. Одликује се израженим поремећајима у кретању и когницији и класификован је као један од Паркинсон плус синдрома.
Дијагноза је тешка, јер су симптоми често слични симптомима других поремећаја, као што су Паркинсонова болест, прогресивна супрануклеарна парализа и деменција са Левијевим телима, а коначна дијагноза може се поставити само након неуропатолошког прегледа.
Често се назива и кортикобазални синдром (КБС). Први пут је откривена 1967. године.

## Историја
Ребиц је 1967. године први пут описао три пацијента са споро прогресивном „неспретношћу“ и низом асиметричних екстрапирамидних знакова, укључујући ригидност, дистонију и миоклонус, са релативно нетакнутим когнитивним функцијама. Они су увели термин "кортиконигрална дегенерација са неуронском акромазијом" како би га описали. Овај поремећај је углавном био заборављен све до 1989. године, када су Марсден и сарaдници увели термин „кортикобазална дегенерација“.
Током наредних година, термини кортикобазална дегенерација, који се односи на патолошки ентитет специфичне тауопатије са 4 понављања (4Р) и кортикобазални синдром, који се односи на фенотип, коришћени су наизменично. Ово је у великој мери допринело конфузији око теме, што имплицира да сви пацијенти са КБД имају КБС фенотип и обрнуто. Патолошки критеријуми су успостављени 2002, а клинички дијагностички критеријуми 2013, што је додатно повећало несигурност.

## Узрок
КБД карактеришу неуронске и глијалне патолошке лезије, које садрже абнормално хиперфосфорилисани тау протеин повезан са микротубулама. Из тог разлога, КБД се сматра тауопатијом, поред ПСП, фронтотемпоралне дегенерације (ФТД) и Алцхајмерове болести.
Ребиц и сарадници су сматрали да су балонирани или ахроматски неурони патогномонични за КБД, посебно када се налазе у сивој материји кортекса или ређе у базалним ганглијама. Међутим, сада је очигледно да је тау патологија у астроцитима важнија у разликовању ПСП-а од КБД-а. Дакле, астроцитни плакови су патогномонични за КБД, док ПСП карактеришу чупави астроцити. Друге, мање специфичне тау-лезије КБД-а су неуронске инклузије, нити и намотана тела. Намотана тела, која су олигодендроглијални тау депозити, такође се разликују између ПСП и КБД, али на ултра-структурном нивоу. Штавише, КБД има распрострањенију патологију коре, док ПСП има више патологије задњег мозга. Вреди напоменути да чак ни патолошки преглед не може безбедно да разликује ПСП од КБД-а (90% специфичности).
Чини се да је КБД поремећај специфичан за неуронску мрежу, као што је случај са многим другим неуродегенеративним болестима. У почетку утиче на дорсолатерални префронтални кортекс и кругове базалних ганглија, са више постериорних региона који су захваћени како болест напредује. Важно је да је почетни патолошки поремећај астроцитни плак, при чему су неурони и олигодендроглија захваћени у напреднијим стадијумима болести. Фенотипске варијације у КБД зависе од топографије и оптерећења патолошких лезија.

## Симптоми
Симптоми кортикобазалне дегенерације се постепено погоршавају током времена. Они су веома променљиви и многи људи имају само неколико њих. Симптоми могу укључивати:
- потешкоће у контроли удова на једној страни тела
- укоченост мишића
- дрхтање, трзави покрети и грчеви (дистонија)
- проблеми са равнотежом и координацијом
- спор и нејасан говор
- симптоми деменције, као што су проблеми са памћењем и видом
- спор, напоран говор
- отежано гутање

У почетку је обично захваћен један екстремитет, пре него што се прошири на остатак тела. Брзина напредовања симптома увелико варира од особе до особе.

## Дијагноза
Не постоји јединствени тест за дијагнозу кортикобазалне дегенерације. Уместо тога, дијагноза се заснива на обрасцу симптома. Лекар ће покушати да искључи друга стања која могу изазвати сличне симптоме, као што су Паркинсонова болест или мождани удар. Понекад се врше скенирање мозга како би се пронашли други могући узроци симптома, као и тестови памћења, концентрације и способности разумевања језика. Дијагнозу обично поставља неуролог.
Нови дијагностички критеријуми познати као Армстронгови критеријуми су предложени 2013. године, иако је њихова тачност ограничена и потребна су даља истраживања.

## Третман
Особа погођена овом болешћу се може лечити на више различитих начина. Лечење и негу најбоље обезбеђује тим здравствених и социјалних стручњака који раде заједно. Третмани могу бити:
- лекови – за побољшање укочености и грчева мишића, сна и расположења, бола или памћења
- физиотерапија – за помоћ код потешкоћа у кретању и равнотежи
- говорна и језичка терапија – за помоћ у комуникацији и проблемима гутања
- радна терапија – за унапређење вештина и способности потребних за свакодневне активности код куће
- палијативно збрињавање и планирање напредног збрињавања

## Кортикобазални синдром
Сви поремећаји и дисфункције повезане са кортикобазалном дегенерацијом често се могу категорисати у класу симптома који се јављају код болести кортикобазалне дегенерације. Ови симптоми који помажу у клиничкој дијагнози заједнички се називају кортикобазални синдром или синдром кортикобазалне дегенерације. Алцхајмерова болест, Пикова болест, FTDP-17 и прогресивна супрануклеарна парализа могу показати кортикобазални синдром.
Предложено је да се номенклатура кортикобазалне дегенерације користи за именовање болести само након што је потврђена постморталном анализом неуропатологије.

## Епидемиологија
Већина случајева кортикобазалне дегенерације развија се код одраслих између 50 и 70 година. Клиничка презентација обично се не јавља до 60. године, а најранија забележена дијагноза и накнадна постмортална верификација је 28 година. Делимична (или потпуна) употреба сонде за храњење може бити неопходна и помоћи ће у спречавању аспирационе пнеумоније, примарног узрока смрти код кортикалнобазалне дегенерације. Инконтиненција је уобичајена, јер пацијенти често не могу да изразе своју потребу да оду у тоалет због евентуалног губитка говора. Због тога је правилна хигијена обавезна да би се спречиле инфекције уринарног тракта.
Процењује се да је прогресивна супрануклеарна парализа (ПСП) без кортикобазалне дегенерације десет пута чешћа. Кортикобазална дегенерација представља отприлике 4-6% пацијената са Паркинсоновом болешћу. Просечна старост на почетку болести је око 64 године, а најмлађи потврђени пацијент имао је 43 године. Може постојати мала превласт жена.

## Друштво и култура
Слани пут од Рејнор Вин је инспиративан приказ ходања стазом југозападне обале Енглеске дужине 630 mi (1.010 km) са њеним мужем који је имао кортикобазалну дегенерацију.